# Voitsumra

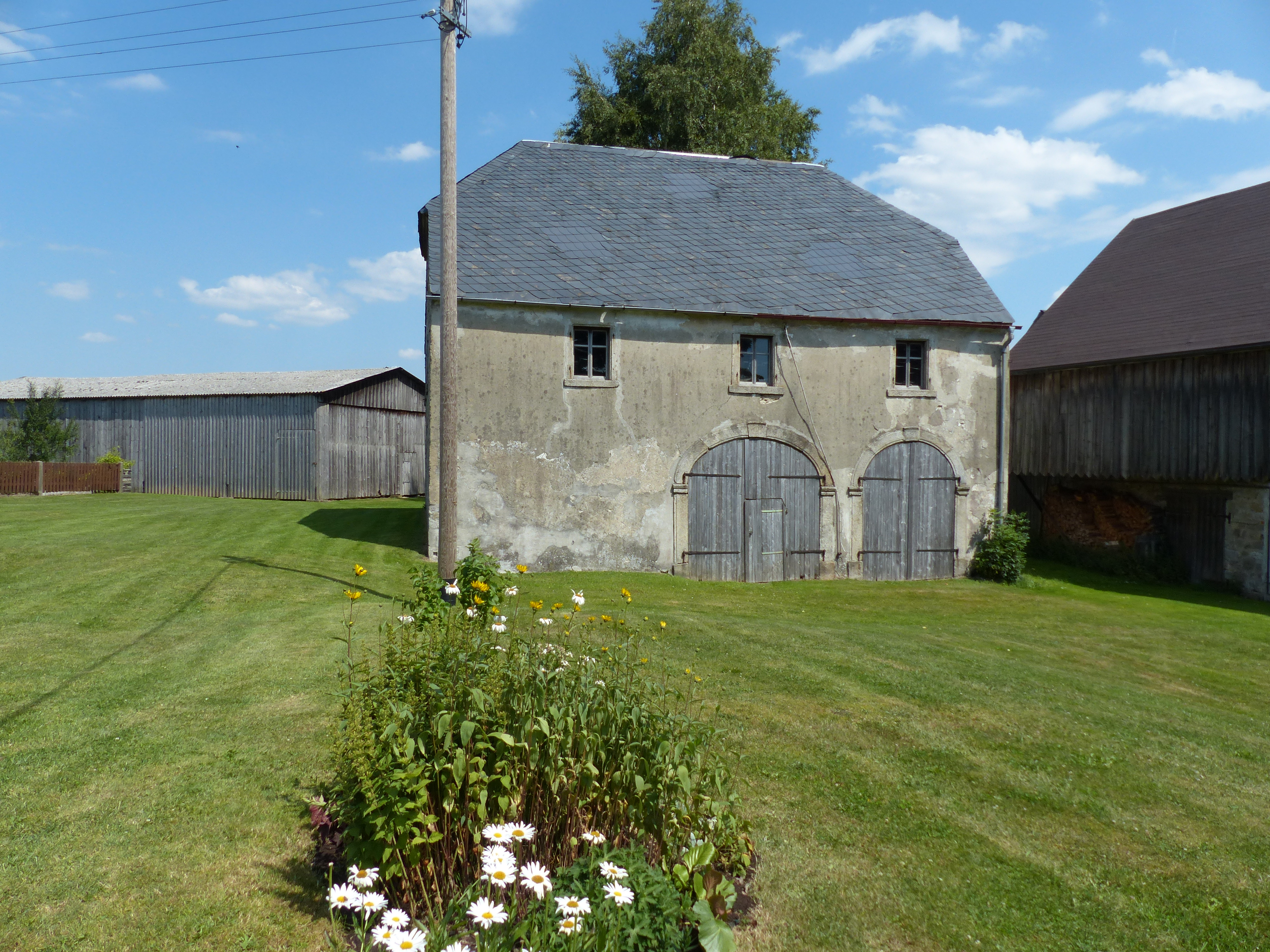
Stadel in Ortsmitte

Voitsumra  ist ein Gemeindeteil der Stadt Bad Weißenstadt im oberfränkischen Landkreis Wunsiedel im Fichtelgebirge in Bayern.

## Lage
Das Dorf liegt auf einer Höhe von 635 bis 645 Metern an der Staatsstraße 2180 zwischen Bad Weißenstadt und Gefrees.
Im Westen Voitsumras befindet sich Torfmoorhölle, nordöstlich der Weißenstädter See. Die Entfernung zum Hauptort beträgt gut drei Kilometer. Der Gemeindeteil liegt in der nordwestlichen Ecke des Fichtelgebirgshufeisens in der Nähe des Rudolfsteins, des Großen Waldsteins, der Hohen Heide und des Wetzsteins.

## Geschichte
Eine erste urkundliche Erwähnung war 1346 als „Voytensumeraw“, was vermutlich Sommerhau des Vogts bedeutete. Im Jahre 1499 gab es dort schon zehn halbe Höfe und einen ganzen Hof. 1625 waren die Bewohner von der Pest betroffen. Acht Jahre später, 1633, wurde Voitsumra im Dreißigjährigen Krieg von „Kroaten und Pollaken“ geplündert und verbrannt, dabei wurden auch 13 Männer erschossen. Von 1818 bis 1977 war Voitsumra mit den Orten Ruppertsgrün, Hühnerhöfen, Torfmoorhölle, Schönlind und Weißenhaid eine politische Gemeinde. Diese wurde am 1. Januar 1978 aufgrund der Gebietsreform in Bayern nach Weißenstadt eingemeindet.